# Fort Atkinson (Wisconsin)
Fort Atkinson é uma cidade localizada no estado norte-americano de Wisconsin, no Condado de Jefferson.

## Demografia
Segundo o censo norte-americano de 2000, a sua população era de 11.621 habitantes.
Em 2006, foi estimada uma população de 11.979, um aumento de 358 (3.1%).

## Geografia
De acordo com o United States Census Bureau tem uma área de
14,2 km², dos quais 14,0 km² cobertos por terra e 0,2 km² cobertos por água. Fort Atkinson localiza-se a aproximadamente 244 m acima do nível do mar.

## Localidades na vizinhança
O diagrama seguinte representa as localidades num raio de 16 km ao redor de Fort Atkinson.